# Château de Hartmannswiller
 (novembre 2018).
Si vous disposez d'ouvrages ou d'articles de référence ou si vous connaissez des sites web de qualité traitant du thème abordé ici, merci de compléter l'article en donnant les références utiles à sa vérifiabilité et en les liant à la section « Notes et références ».
Le château de Hartmannswiller est situé sur le territoire de la commune de Hartmannswiller dans le département du Haut-Rhin.

## Historique

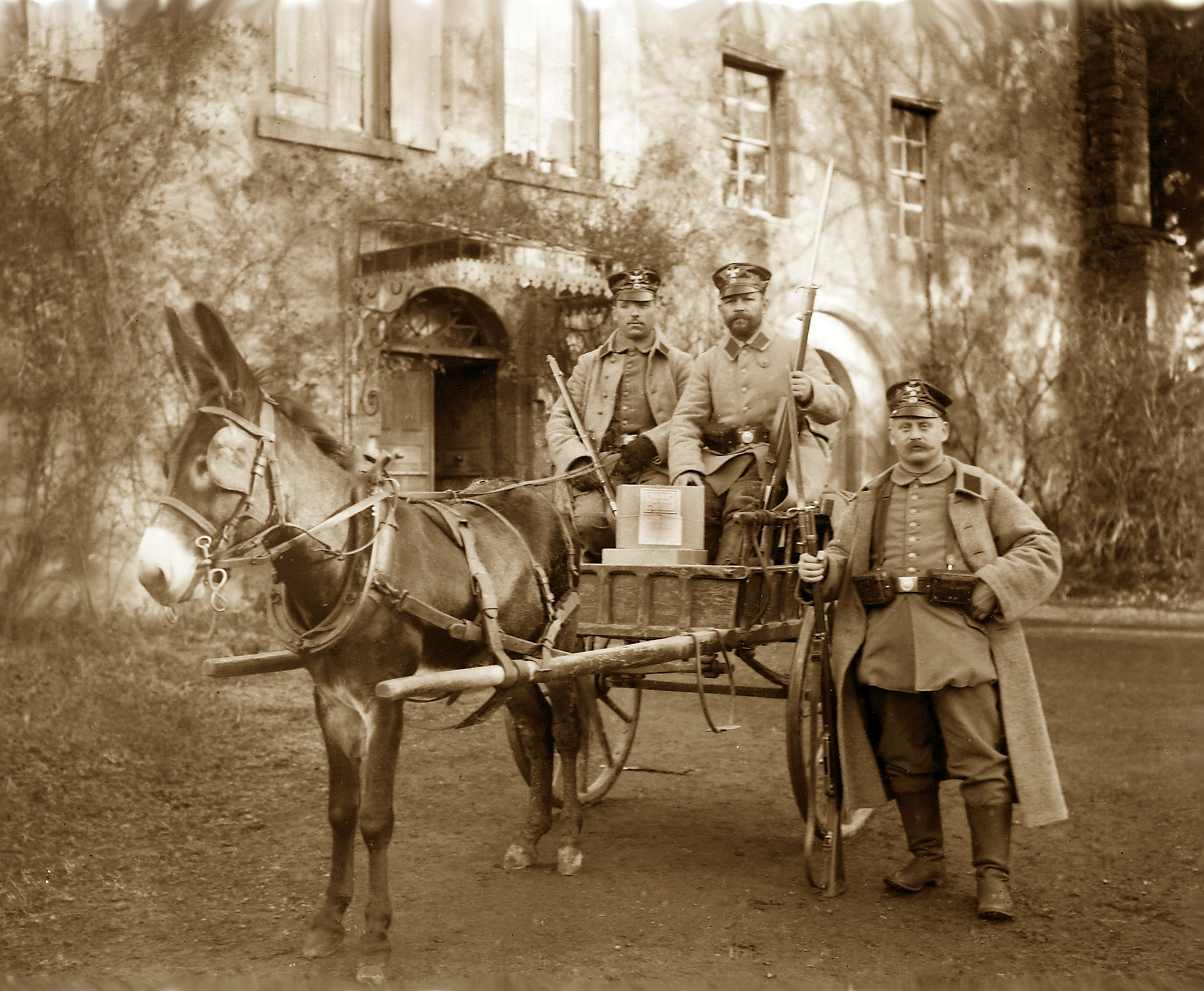
Trois soldats prussiens posent devant le château auprès d'une charrette tirée par un âne (photographie de Constant Zeller).

Non loin de l'église, à la périphérie nord du village, s'élève le château de Hartmannswiller, ancien fief de l'évéché de Bâle, sans doute le siège d'une famille qui portait le nom du village. Les héritiers de Jordanus de Arthemanswihr et Hugo Dictus Meder de Hartmannswihr sont cités dans deux actes de 1288. Il est encore fait mention de Pierre de Hartmannswiller, bourgeois de Wattwiller en 1322 et de Heinrich, écuyer, bourgeois d'Uffoltz en 1314. Les armes de cette famille étaient : l'écu mi-parti. Le château est souvent daté à tort du XVIIIe siècle, il est héritier d'une longue évolution architecturale et d'une histoire compliquée. Ses origines sont mal connues. Mais, dès 1308, le château était entre les mains de Dietrich de Haus qui le céda à l'Église de Bâle pour 100 mark d'argent.
En conséquence, l'évêque de Bâle les investit la même année dans le château avec ses fossés et le verger (pomerium) situé dans le village de Hartmannswiller. 
Frédéric, évêque de Bâle, donne en 1450 à Hermann V de Waldner le fief castral d'Hartmannswiller. Cette investiture fut renouvelée en 1454 par l'évêque Arnold tant en faveur d'Herman que de ses cousins Jean et Guillaume. Herman V céda en 1453 le château de Harmannswiller à Jean Henri Mewart pour le posséder sa vie durant. À la mort de ce dernier, Jean, évêque de Bâle, investit de nouveau en 1476 Hermann XI de Waldner et ses agnats (parent par agnation, descendant d'une même souche masculine) opposé à cognat.
Après la mort de Hermann VI de Wagner tué à Olbsbruck près de Trente, le château passa à Jean-Guillaume, son frère aîné. En partie détruit par la guerre de Trente Ans, il fut réparé au milieu du XVIIe siècle par Philippe Jacques 1er de Waldner le rebâti par son petit-fils Chrétien Charles-Philippe qui employa à cet effet les matériaux du Castel ruiné du Weckenthal près de Berrwiller avec l'autorisation de l'évêque de Bâle en 1718.
Désormais, le château resta aux mains des Waldner de Freundstein de la branche de Sierentz jusqu'à la Révolution française. Vers le milieu du XIXe siècle, Joseph Baumann, horticulteur à Bollwiller, acheta Le Manoir. En 1855, il le revendra à Constant Zeller qui a fait fortune dans l'exploitation de la tuilerie d'Ollwiller.
Brillant ingénieur, Constant Zeller inventa un vernis révolutionnaire appliqué sur les tuyaux en argile comprimée auparavant lavée, triturée et malaxée. La tuilerie exploitait les gisements d'argile et de marne tertiaire situé sur les bans du village.
Les garanties apportées aux conduites d'eau sont :
- résistance à la pression ;
- durée indéfinie ;
- propreté extrême et pureté des eaux, assurance de conduire intégralement de très faible quantité d'eau ;
- assemblage parfait ;
- économie.

La qualité de ses tuyaux s'est révélée bien supérieure à ceux fabriqués en ciment, grès ou fonte. Travailleur acharné et contactant une nombreuse clientèle sur tout le territoire, il réussit à décrocher des contrats avec l'État, les grandes compagnies de Chemin de Fer, les propriétaires de Domaine, l'industrie, l'agriculture et surtout les communes et municipalités.
Son entreprise se développa à tel point qu'en 1864, il fut obligé de construire un nouveau bâtiment et un four de plus grande capacité. À cette époque, la tuilerie employa plus d'une centaine d'ouvriers.
Constant Zeller est devenu membre de l'Académie nationale de Paris, obtient un premier prix à l'Exposition universelle de 1867 et de nombreuses autres distinctions dans différentes expositions.
Constant Zeller fit du château un tusculum, rendez-vous des intellectuels de la région où l'on discute archéologie, histoire, lettres et art.
Après l'expulsion des Juifs de la seigneurie épiscopale du XIVe siècle, Hartmannswiller est le seul village où ils avaient le droit de résider mais ils devaient demeurer dans l'enceinte du château et payer une redevance. Ce n'est qu'à la Révolution qu'ils devinrent des citoyens libres. La communauté juive comptait 68 membres en 1808. Pendant la Première Guerre mondiale, le village subit d'importants tirs d'artillerie et en raison de la proximité du front du Hartmannswillerkopf ou Vieil Armand, les habitants furent évacués en juin 1940. La commune fut occupée par les troupes allemandes. Trente-deux jeunes gens furent incorporés de force dans la Wehrmacht, onze ne sont plus revenus dont deux portés disparus. Le château est resté intact durant cette période et a servi de lieu de refuge pour les habitants du village.

## Description
Actuellement, on voit un grand logis en équerre dont une partie pourrait être datée du XIVe siècle. On remarque particulièrement les bases chaînées aux angles de bossages. À l'intérieur du bâtiment, une tour circulaire à l'intérieur de laquelle un escalier en vis ou à colimaçon  est ornée à l'entrée d'une porte sculptée et gravée sur le montant supérieur de la date de 1562. À l'angle sud-est, vestige d'une tour carrée, à l'angle nord-est, une tour en poivrière. Certaines fenêtres pourraient être de la Renaissance mais la plupart ont été repercées aux XVIIIe et XIXe siècles. Un plan de 1756 conservé aux archives départementales du Haut-Rhin montrent qu'une vaste basse-cour trapézoïdale flanquée de deux tours rondes aux angles précédait l'édifice au sud ou ouest. L'ensemble était entouré de larges fossés d'eau.

Les quatre faces du château
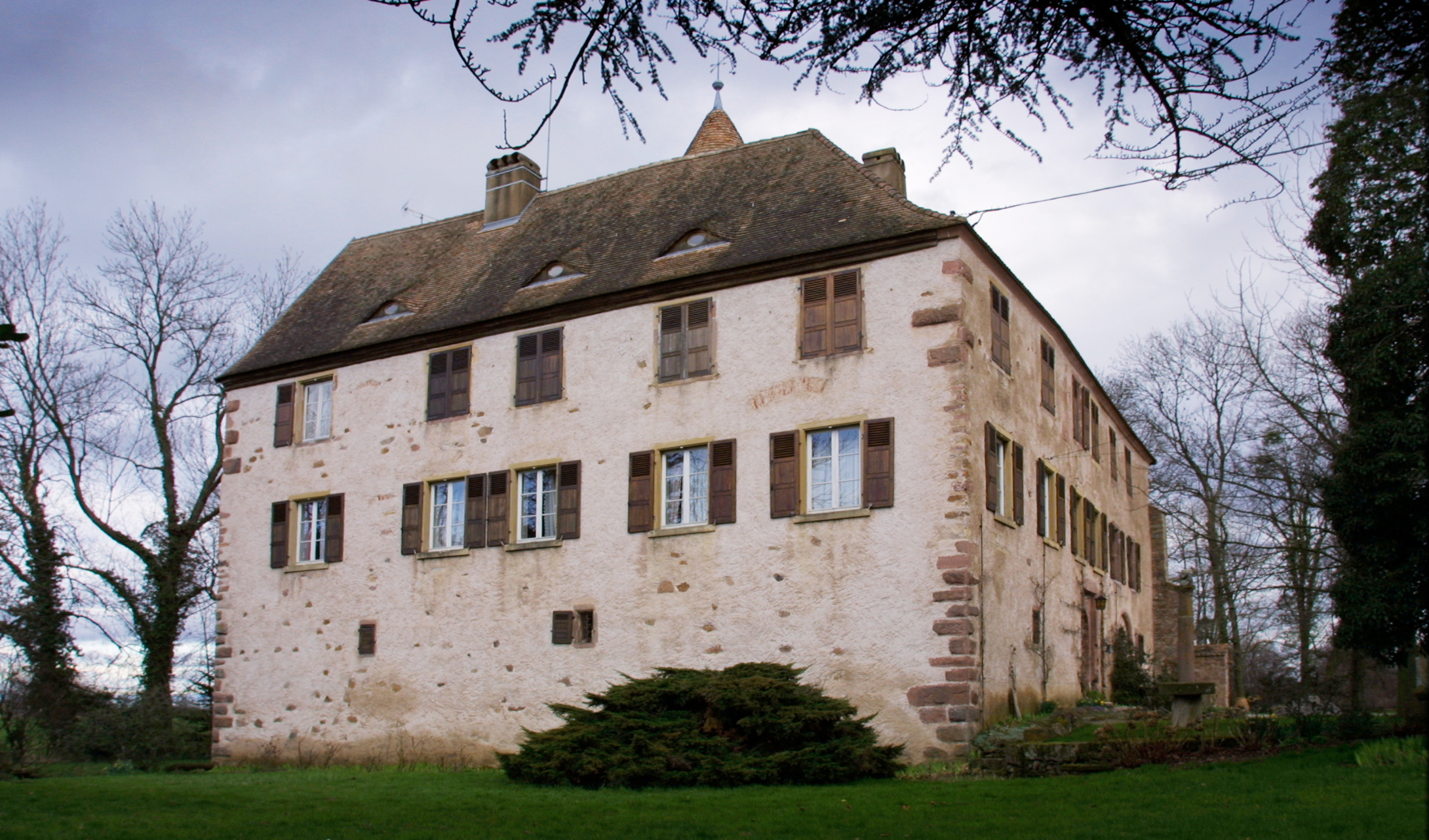
Façade et ses pierres d'angles à bossages.
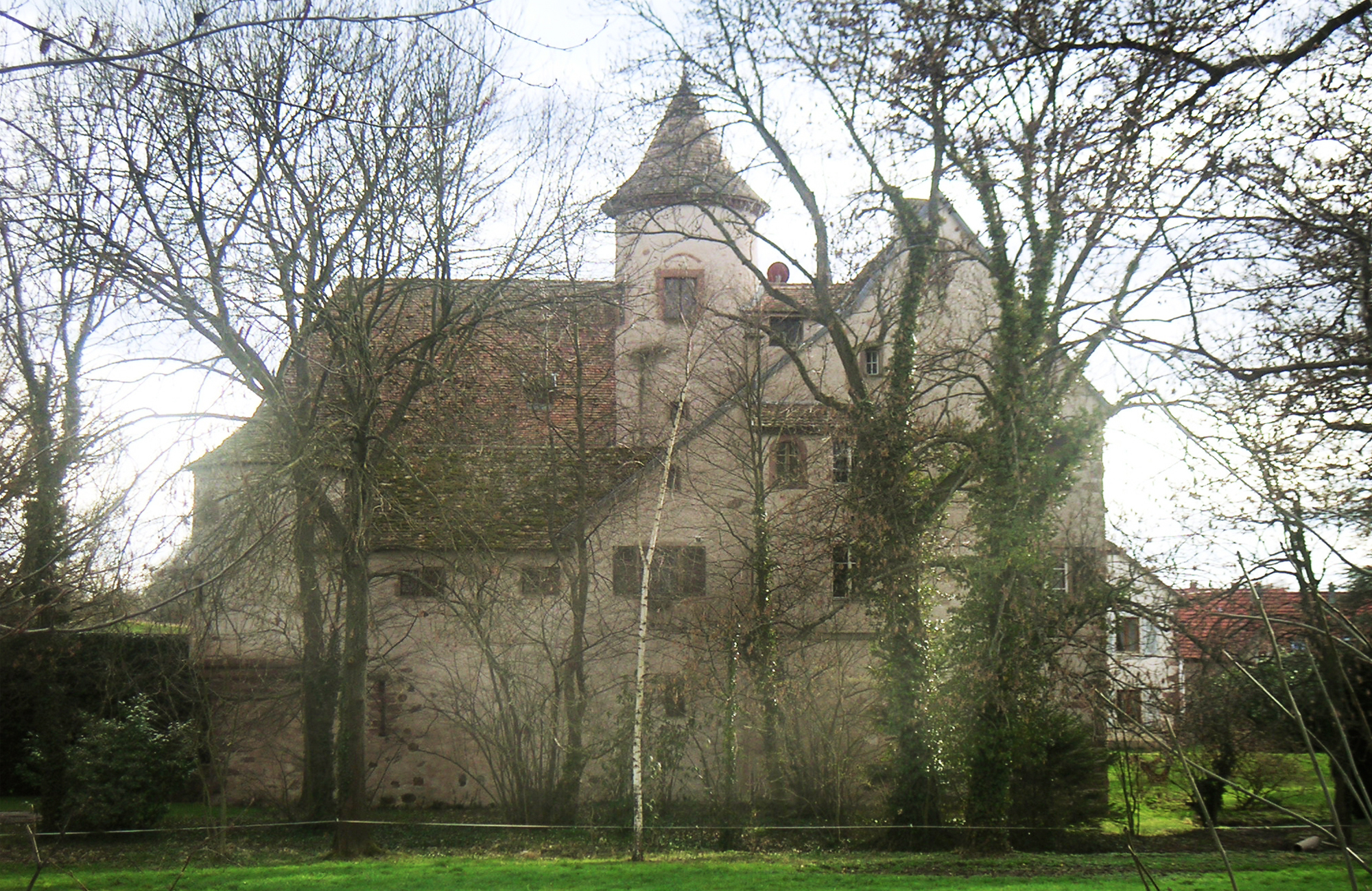
Nord est : la tourelle, l'arrière de la tour en poivrière, l'arbalétrière et l'évier extérieur.
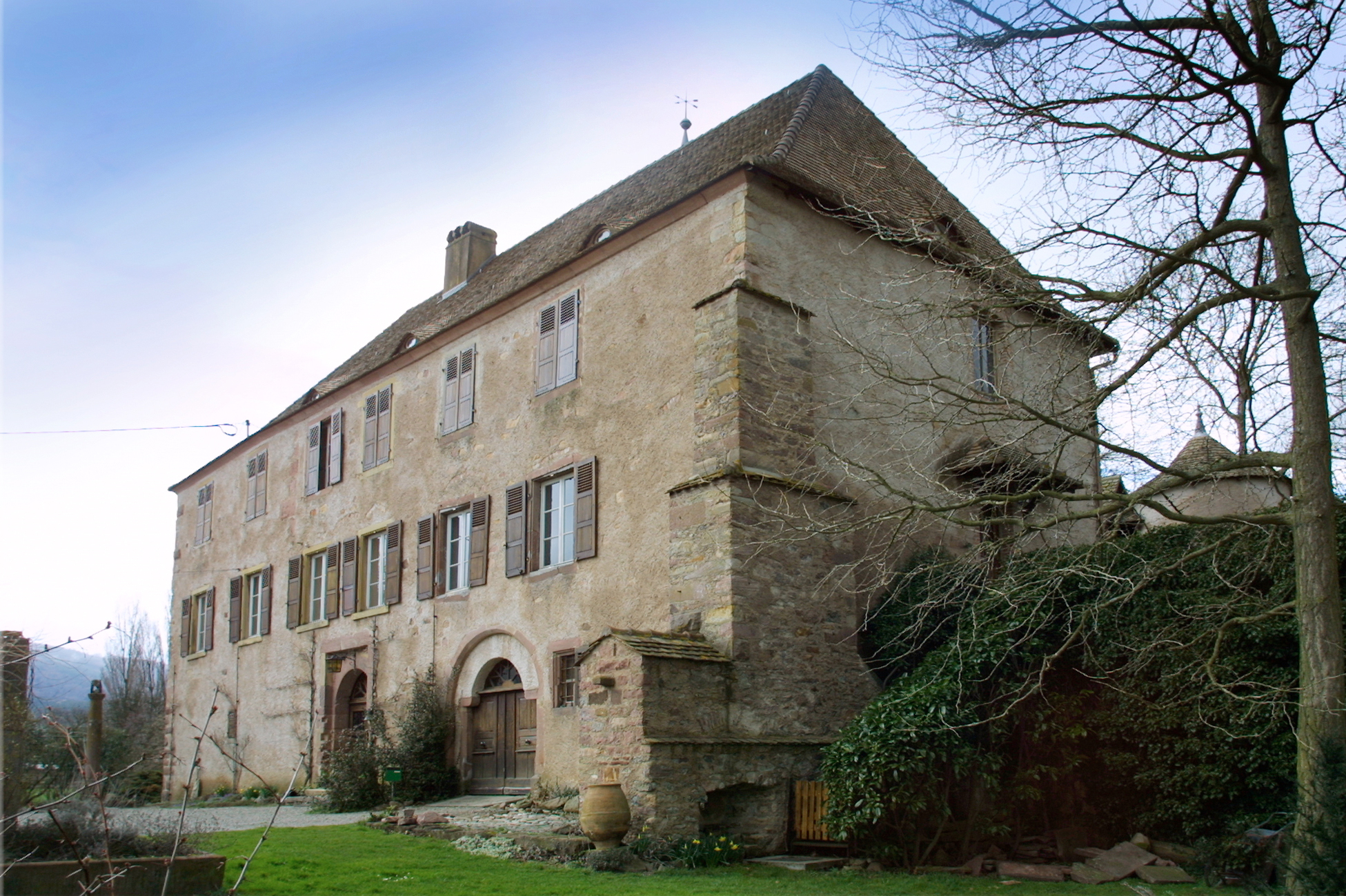
En premier plan, les vestiges d'une tour carrée avec, à sa base, la canonnière.
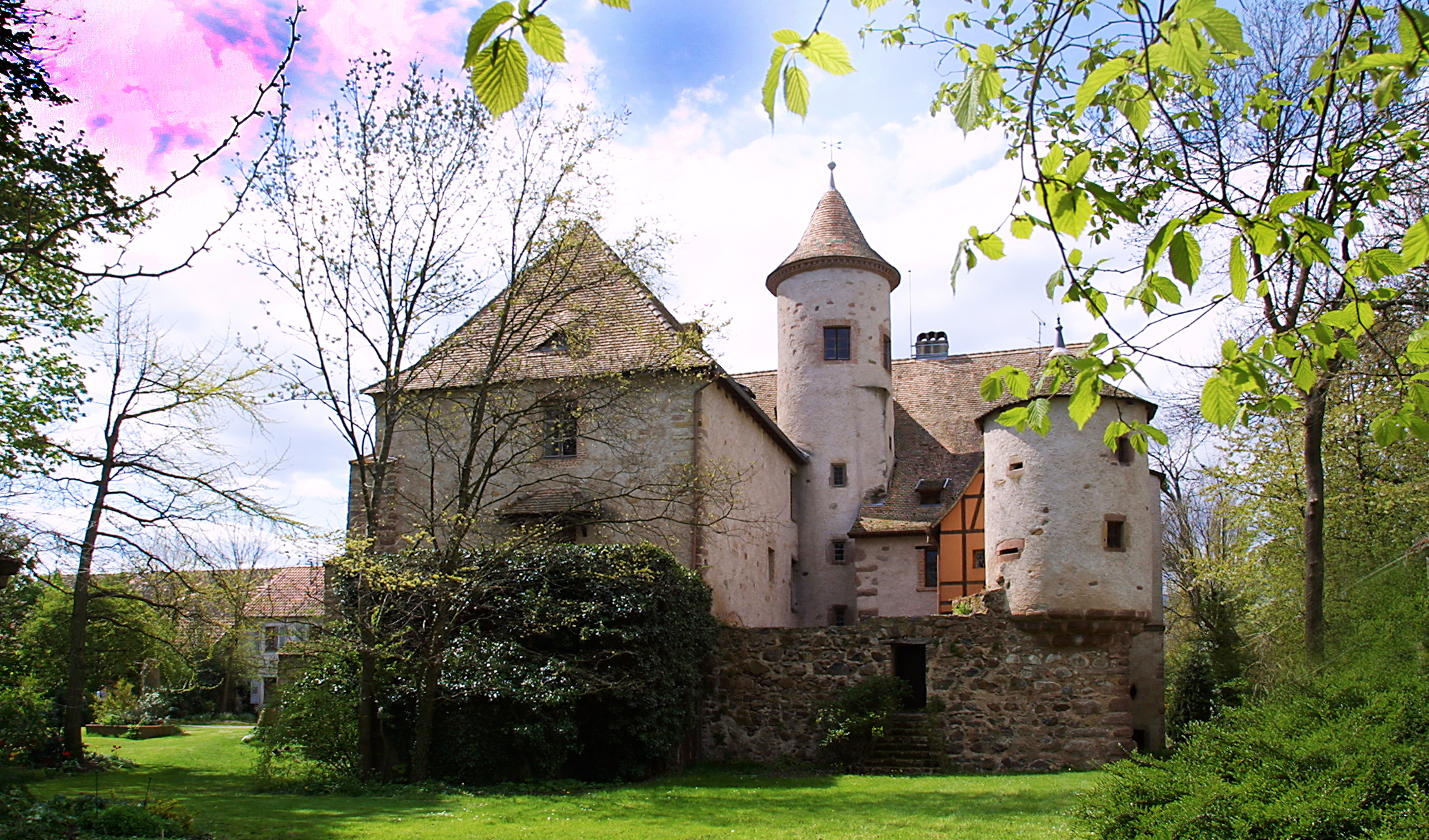
Tourelle et donjon, tour en poivrière, encorbellement, chemin de ronde sont mis en valeur.

### Bossage ou pierre à bosse

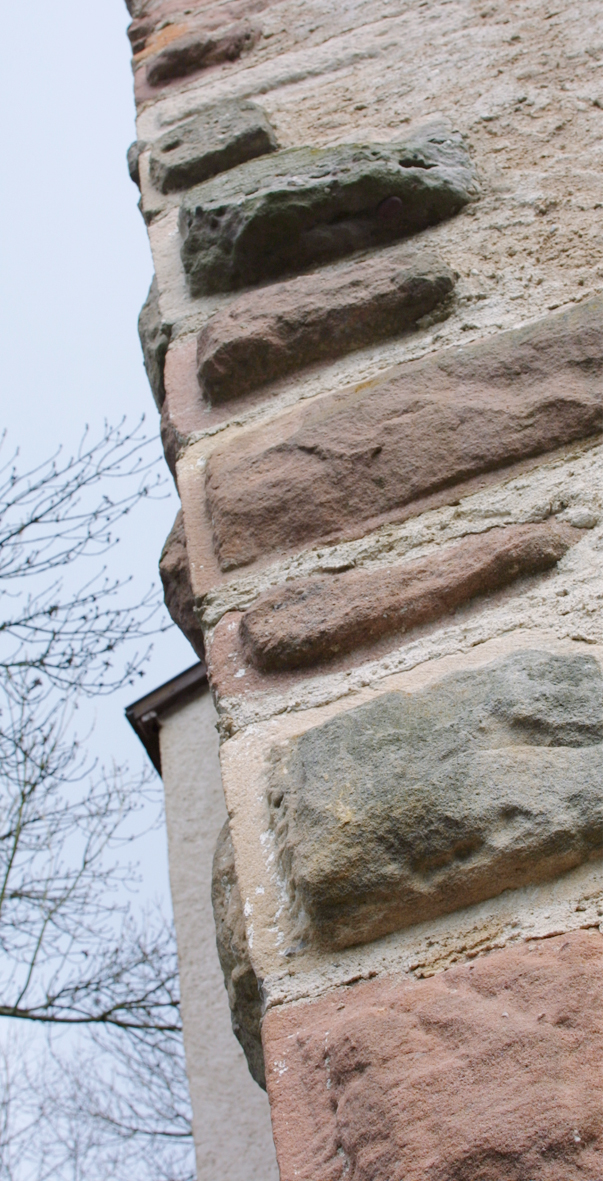
Bossage ou pierre à bosse.

Le bossage est une saillie sur la pierre. Selon l'époque, la bosse est plus ou moins saillante. Elle est parfois soigneusement surfacée. Le liséré (bordure taillée à plat sur le pourtour de la bosse) est plus ou moins large. On emploie les pierres à bosse pour des raisons esthétiques pour donner à une maçonnerie un aspect de solidité, de puissance. Si l'on compare un appareil lisse avec un mur en bossage de même dimension, celui-ci donnera toujours l'impression d'un mur plus fort. On a raconté toutes sortes de légendes concernant les bosses : elles empêcheraient la pose d'échelles, elles feraient rebondir les boulets, elles compliqueraient le travail de sape. Aucune de ces affirmations n'est vérifiée. On prétend même qu'elles seraient moins chères à fabriquer, ce qui est contredit dans certains cas par leur emploi limité aux angles ou leur abandon en cours de chantier quand on est pressé par le temps. Il est certain par contre que la pierre à bosse est héritée de l'Antiquité. Il est certain aussi quelle figure au catalogue des éléments symboliques du château. Le bossage coûte plus cher, plus cher que l'appareil lisse. L'étude du donjon pentagonal d'Ortonberg a révélé que c'est bien en bossage que l'on avait débuté ; puis, pressé par la guerre, on a abandonné ce procédé. Cela prouve que la pierre à bosse était plus longue à mettre en œuvre que le parement lisse. C'est peut-être également à cause du prix de revient que l'on a abandonné en cours de chantier les bossages du donjon de Kintzheim et de la façade orientale du Palais de Grand-Ribeaupierre.

#### Fonction symbolique
Les bossages désignent les demeures nobles. Les maisons chevaleresques des villes en sont pourvues aux angles. Durant la seconde moitié du XIIe et le XIIIe siècle, ce sont essentiellement ces bosses qui distinguent les demeures nobles des maisons roturières. 
Le côté tourné vers l'attaque est généralement en bossage sur les châteaux. Le bossage du 12e siècle a la réputation d'être de grand format.

Chapelle voûtée d'arêtes composée de quatre quartiers dont les rencontres sont des arêtes saillantes se réunissant au même faîte. Elle est inscrite à l'inventaire des "Monuments Historiques".

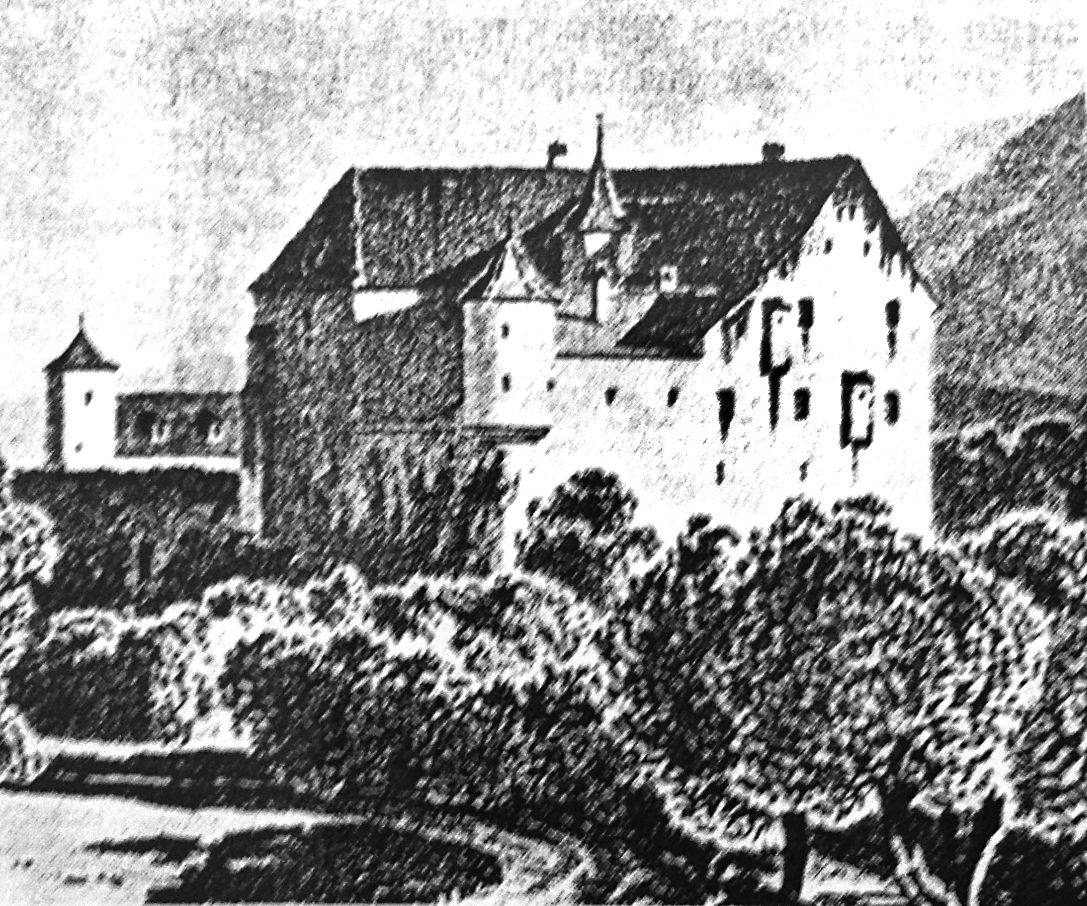
Le château vers le XVe siècle.

### La cave
La cave est voûtée en berceau (demi cylindre). Ses murs ont plus de 3 mètres d'épaisseur. Elle est surélevée afin d'éviter les inondations.

### La chapelle
L'aile nord abrite une salle voûtée d'arêtes composé de quatre quartiers dont les rencontres sont des arêtes saillantes se réunissant au même faîte : elle est classée monument historique. 
Cela correspond probablement à une ancienne chapelle. Mais il est aussi possible qu'il s'agisse en réalité d'un chartrier. En effet, les chartriers médiévaux, tout comme les chapelles, pouvaient prendre la forme de salles voûtées, destinées à résister aux incendies.

### Colonnes en grès
Deux colonnes en grès de style reconnaissance sont adossées à un mur de refend. C'est un mur formant une subdivision intérieur. Il est porteur : planchers et charpentes s'appuient sur lui. Il a des fondations et traverse les étages, autrement ce ne serait qu'une cloison. Ces colonnes soutiennent le poutrage de la pièce.

### Entrée principale
L'entrée principale est constituée par une porte en place cintre inscrite dans un encadrement rectangulaire visiblement destiné à recevoir le pont-levis en position haute. Il ne possédait pas de herse.

### Évier
Bassin en pierre peu profond fixé sur la tablette extérieur de la fenêtre. Les eaux usées s'écoulaient dans les douves.

### Marques de pose
Les marques aussi appelées "signes lapidaires" servaient à identifier la production d'un tailleur de pierre. Leur raison d'être est d'ordre comptable. Il fallait payer le travail de chaque maître. Elle apparaissaient dans le dernier quart du 12e siècle et sont employées largement jusqu'au-delà du Moyen Âge. Les plus anciennes sont assez simple, croix, flèche, demi-lune. Le catalogue des formes médiévales n'est pas très étendue, du moins dans les premiers temps. Les marques ne peuvent pas être considérées comme des signatures servant à désigner un même artisan sur deux chantiers différents. Cependant grâce à ces gravures, on peut compter le nombre de tailleurs de pierre expérimentés qui œuvrait sur un même chantier.

### Porte cochère
Une porte cochère est aménagée à quelques mètres à droite de la porte principale, visiblement une adjonction du 18e siècle. Une porte cochère est une porte assez grande pour permettre le passage à des voitures. On l'appelle aussi charretière. On l'oppose à la porte piétonne. Généralement, les châteaux n'ont qu'une porte cochère.

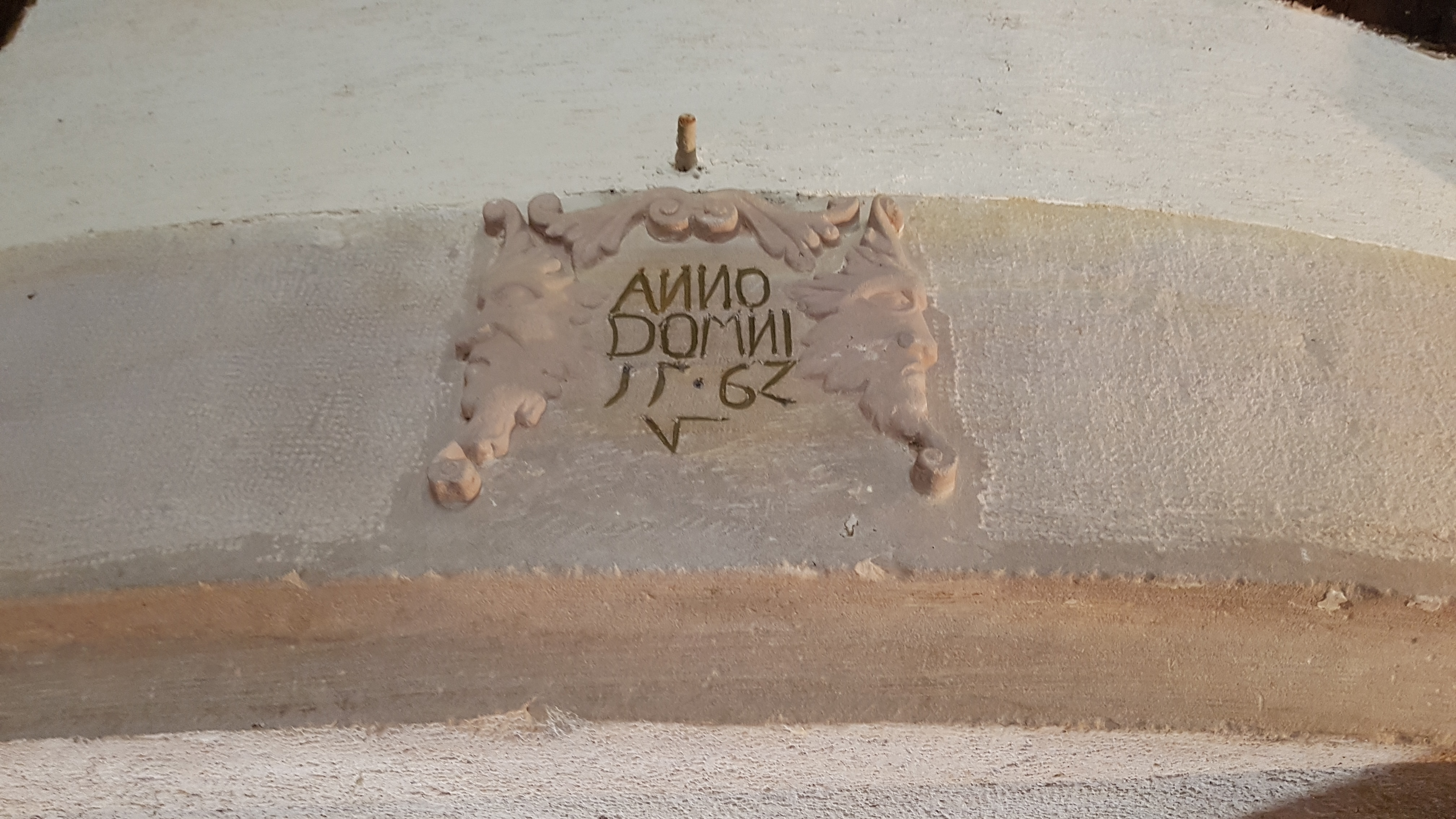
Gros plan sur la date de restauration du

### Porte date

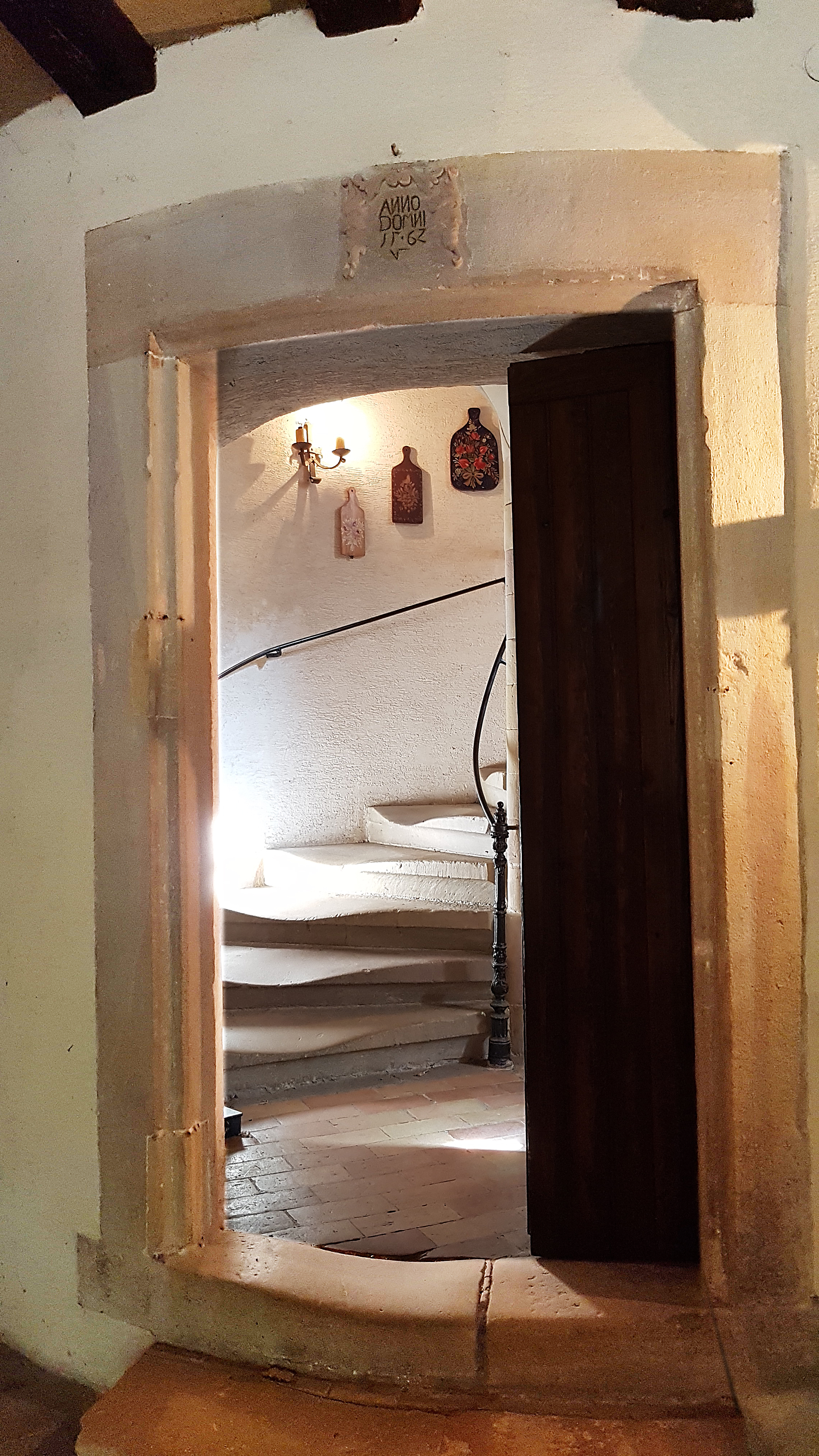
Entrée de la tourelle et son escalier en vis surmontée de la date de 1562.

Face à l'entrée principale, une porte  surmontée de la date de 1562 donne sur l'escalier en vis de la tourelle.

### Tourelle
Tourelle d'escalier permettant d'accéder aux étages et aux combles. La charpente a été reconstruite après les bombardements de la Première Guerre mondiale.

### Témoins architecturaux de son passé militaire

#### Arbalétrière

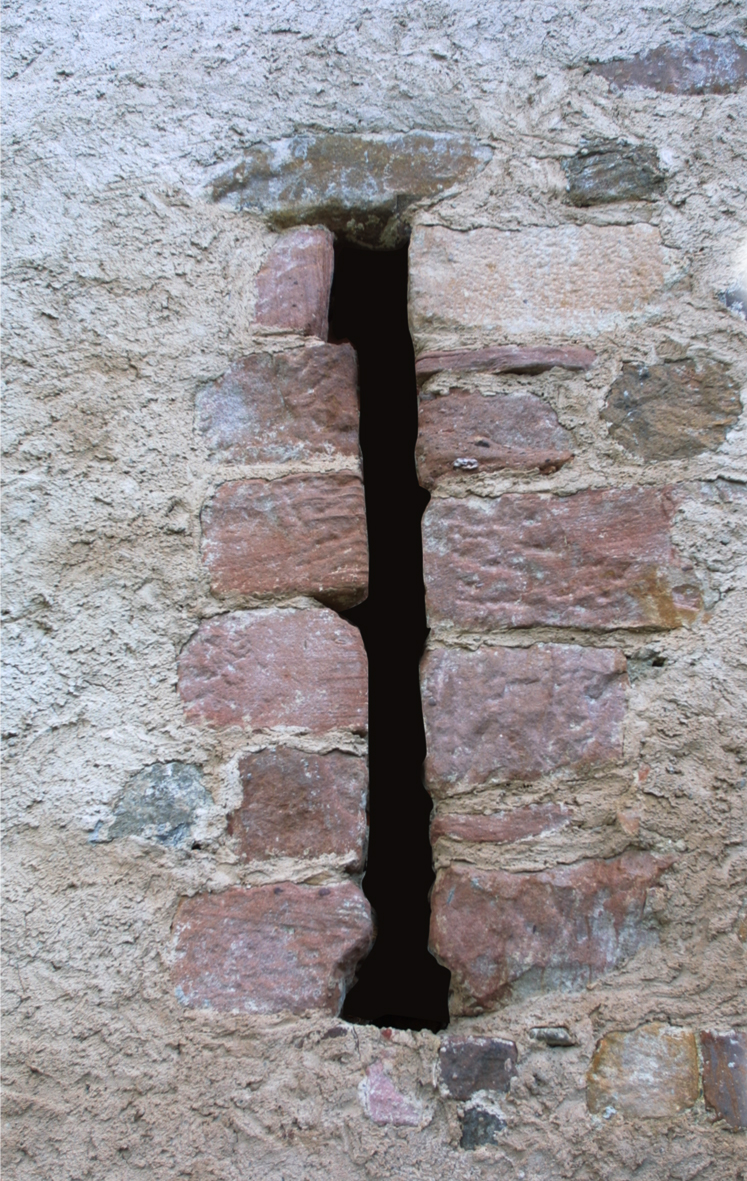
Arbalétrière

Meurtrière à embrasure ou à niche large, l'archère, l'arbalétrière, la couleuvrinière sont des meurtrières. La fente de tir qui s'ouvre dans le mur avec de simples ébrasements ne permet pas l'emploi de l'arbalète. Pour que l'on puisse se servir de l'arme horizontale et obtenir ainsi l'efficacité optimale de précision, le mur doit être évidé. Mais la contrepartie de la facilité du maniement de l'arbalète est la fragilité du mur. L'assaillant sait où tirer, voir ou saper (saper un mur, c'est ouvrir une brèche). La grande efficacité des machines de guerre et l'émergence du canon ont fait renoncer à ce moyen au bout de trois quarts de ce siècle.
Cette arbalétrière est sans doute une des plus anciennes vers 1230. En effet, elles n'ont pas de chambre de tir et leur simple embrasement pourrait les faire assimiler à une fente d'éclairage mais leur position dans le château, la hauteur de la fonte et l'écartement suffisant des embrasements permettent de manipuler l'arc ou l'archère.
Les meurtrières hautes restent utilisées au moins jusqu'au milieu, peut-être le troisième quart du 14e siècle.

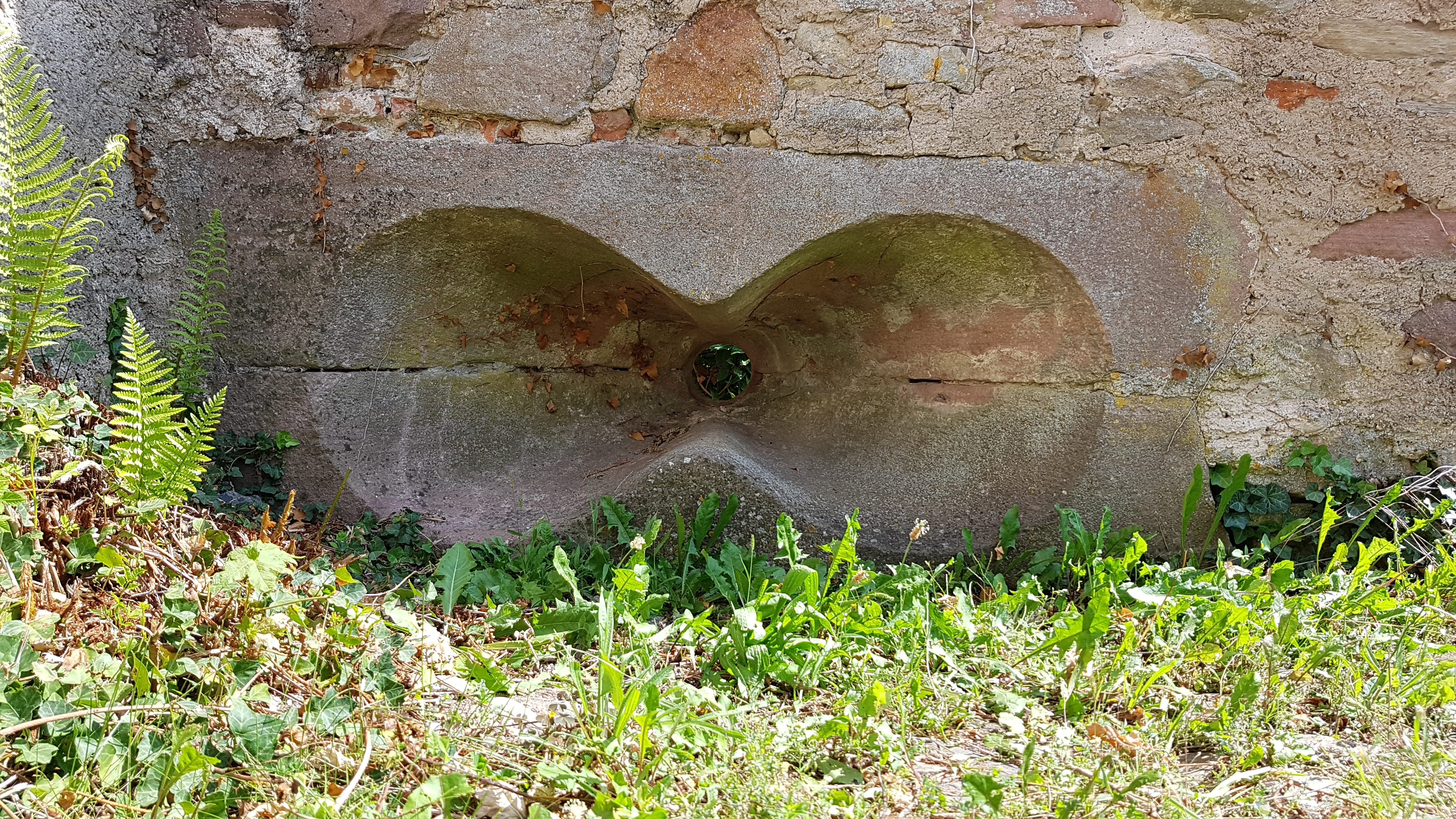
Vue de l'extérieur et évidement à l'intérieur pour protéger le canonnier.

#### Canonnière en lunettes (bouche jumelle)
Les canonnières ont le plus souvent des niches de tir, un évidement du mur vers l'intérieur. Mais une partie de l'évidement est réalisée vers l'extérieur. La place nécessaire à l'installation et à la manœuvre du canon est supérieure à celle nécessaire la visée et du tir. Ainsi le partage des évidements entre l'intérieur et l'extérieur pour les canonnière présente de grands avantages par rapport au seul évidement intérieur des couleuvrinières :
On affaiblit moins le mur puisque l'évitement du mur est plus petit. On éloigne le canonnier de l'impact du tir et pour cette raison, on constate dans la seconde moitié du 16e siècle des ébrasements extérieurs de plus en plus profond et de plus en plus étroit. 
Cette canonnière du château de Hartmannswiller est certainement du second tiers du 16e siècle. En effet, après 1530, l'ébrasement a l'aspect d'une fente horizontale. On cherche par conséquent à réduire le plus possible l'ouverture extérieure. Les canonnières prennent ainsi, vers le milieu du siècle, la figure d'un ovale plus ou moins aplati.

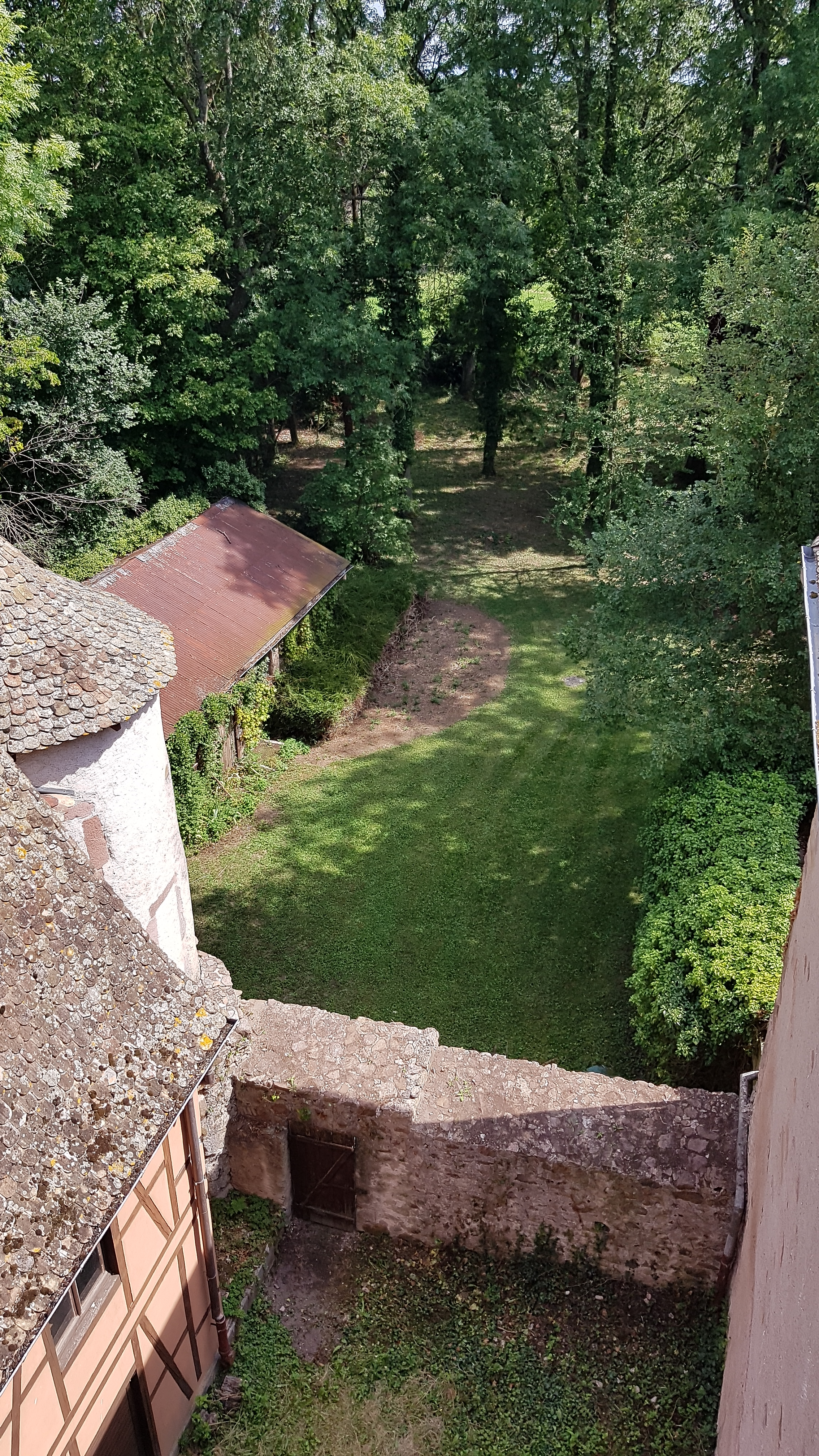
Chemin de ronde en vue plongeante à partir du donjon. À gauche, la sortie est murée à la base de la tour en poivrière.

#### Chemin de ronde
Au 12e siècle, les constructeurs prévoyaient un système défensif concentré sur le haut de l'enceinte où l'on devait pouvoir circuler facilement sur un chemin ininterrompu sans obstacle.

#### Passage dans le mur
Un escalier en colimaçon est construit à l'intérieur du mur de 3 mètres d'épaisseur. Il permet d'accéder de la cave au premier étage. Une fenêtre de tir est installée dans le couloir près de l'entrée principale : un homme qui est dans le passage peut surveiller l'entrée et tirer sans être vu.

#### Pont-levis
Il est facile de le repérer grâce à 3 aspects :
- la feuillure, entaille à angle droit sur une arête d'encastrement du pont cernant la porte ;
- les larges fentes, grands évidements verticaux pour manipuler les bras au-dessus de la porte ou bien des petites fentes usées dans le bas par le coulissage des chaînes ;
- les ancrages des parties mobiles près du seuil.

Le monument fait l’objet d’une inscription au titre des monuments historiques depuis le 9 mai 1988,.

### Le château de Weckenthal de Berrwiller

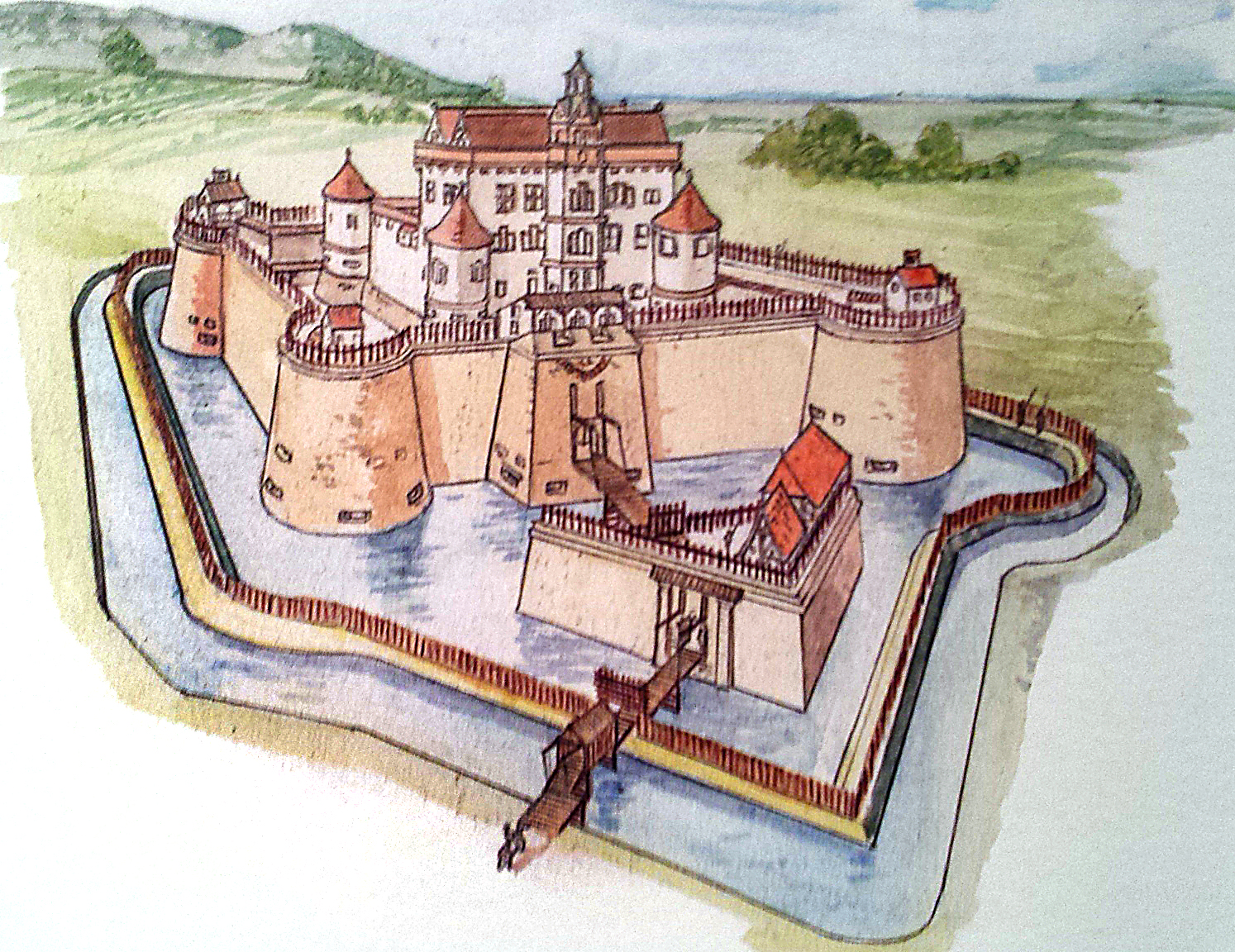
Château du Weckenthal situé à Berrwiller détruit en 1652. Ses pierres ont été réutilisées pour restaurer le château de Hartmannswiller.

En 1457, Armand de Waldner de Freundstein achète le château et le transforme en véritable forteresse. En 1520, aux défenses extérieures vinrent s'ajouter quatre bastions garnis de 23 canons. Pour accéder à la spacieuse demeure seigneuriale proprement dite, il fallait passer sur 4 ponts-levis dont trois enjambaient des douves. D'autres travaux furent encore effectués en 1610 et 1623. Ensuite, les châteaux forts perdirent de leur importance militaire et ses propriétaires transformèrent le Weckentahl en une résidence de plaisance. En 1652, un de Rosen de Bollwiller le brûla et il fut complètement  détruit. En 1718, un de Waldner obtint de son suzerain, l'évêque de Bâle, l'autorisation d'utiliser les matériaux récupérables à la restauration de son manoir de Hartmannswiller,.

### Le cimetière fortifié de Hartmannswiller

À gauche, l'église et son cimetière fortifié. À droite, le château, sa ferme et ses dépendances.

L'entrée principale est plus récente, Le mur d'enceinte est percé de couleuvrinières dont l'ébrasement est muré.

Le cimetière fortifié de Hartmannswiller est l'un des deux seuls cimetières fortifiés du département avec celui de Hunawihr, en bon état de conservation et possédant des tours de flanquement. Ils sont classés monuments historiques.
Érigé vers la fin du XVe siècle, le cimetière fortifié devait servir de dernier refuge à la population en cas d'invasion. 
Le cimetière fortifiée de Hartmannswiller est un polygone irrégulier comportant trois tours de flanquement, une dans l'angle sud-ouest et qui est la seule qui semble avoir conservé sa hauteur primitive. Elle est ronde à l'extérieur et percée de cinq meurtrières avec un toit en pavillon. Elle se compose de deux étages de forme rectangulaire à l'intérieur et était accessible par deux portes, l'une au niveau du sol dans le cimetière, l'autre à  hauteur du premier étage. 
Une deuxième tour est située dans l'angle sud-est mais qui est démantelée d'un étage. L'intérieur de cette tour est actuellement utilisé pour un petit musée lapidaire.
La troisième tour se trouve du côté nord-est. On ne remarque plus que deux pans de mur qui font saillie et qui constituaient l'amorce de cette troisième tour ainsi que la porte d'entrée qui est murée.
Dans l'angle nord se trouve l'ancienne porte d'entrée et non l'amorce d'une 4e tour. Cette porte en plein cintre revêtue aux angles de pierres à bossage possédait une poterne qui avait été aménagée sous le pas de porte en grès rose. La situation de cette porte a certainement été voulue par rapport au château. L'entrée du cimetière a ainsi été protégée par cet ouvrage militaire.
Le mur d'enceinte était entouré d'un large fossé actuellement comblé mais encore reconnaissable. Il était encore en eau au siècle dernier. Cette enceinte est percée de plusieurs meurtrières mais qui toutes ont été  murées. 
On remarquera aussi, sur tout le pourtour des courtines, des corbeaux tous brisés et qui supportaient antérieurement un chemin de ronde. Le mur d'une largeur de 90 cm à 1 m et d'une hauteur de 2,7 m infléchi vers l'extérieur a été démantelé à partir du XIXe siècle pour raison de vétusté. La hauteur primitive du mur était de 4,5 m depuis le niveau du cimetière et de 6 mètres depuis le lit du fossé. La hauteur de la courtine primitive est encore bien visible à la jonction sur l'extérieur de la tour sud-ouest.
On voit bien qu'un mur fortifié de cette envergure ne pouvait résister à une armée bien organisée mais par contre, servait à préserver la population contre des attaques isolées de bandes de mercenaires qui écumaient la région et apportaient beaucoup de malheur aux populations.
Le matériau utilisé pour la construction de l'enceinte est le grès rose en moellons, provenant du Sandgrubenkopf à proximité du Hirtzenstein.

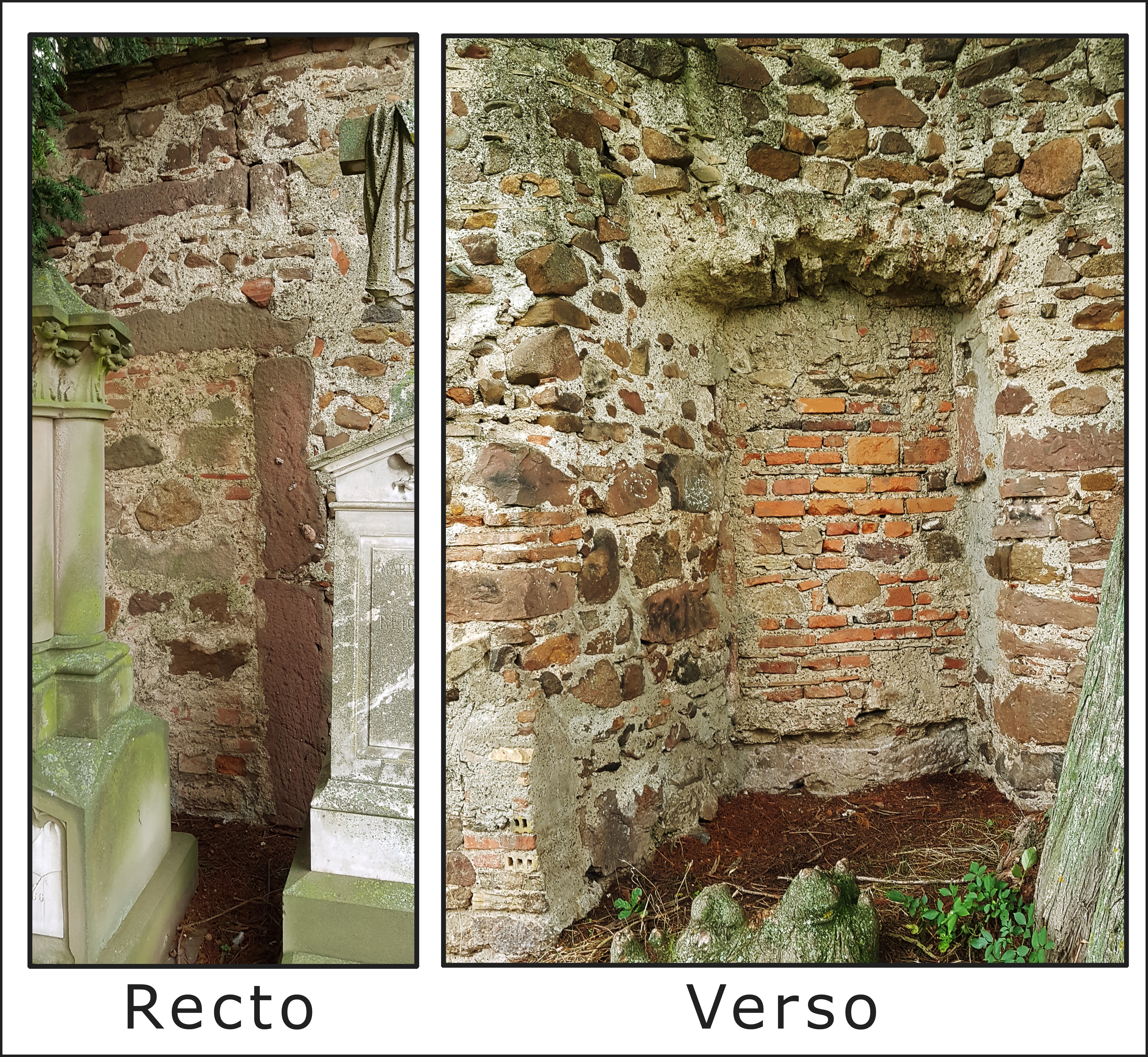
Au XIV, cette entrée principale possédait une poterne construite face au château. L'entrée du cimetière était ainsi protégée par cet ouvrage militaire.

### Poterne, entrée principale face au château
Dans l'angle nord se trouve l'ancienne porte d'entrée principale et non l'amorce d'une 4e tour. Cette porte en plein cintre aux angles de pierres à bossage possédait une poterne qui avait été aménagée sous le pas de porte en grès rose. La situation de cette porte a été conçue à cet endroit pour faire face au château. L'entrée du cimetière a ainsi été protégée par cet ouvrage militaire.

### Arbres Remarquables
Arbres de plus de 200 ans classés "Arbres Remarquables" :
- deux cyprès chauves, Taxodium distichum,  ;
- un hêtre pourpre, Fagus sylvatica f. purpurea ;
- un marronnier à fleurs doubles,  Aesculus hippocastanum f. beaumannii[13], sont âgés chacun de plus de 200 ans, ont plus de 4,10 mètres de circonférence.

Ils ont été plantés vers 1810 par les Pépinières Baumann, alors propriétaire du château.

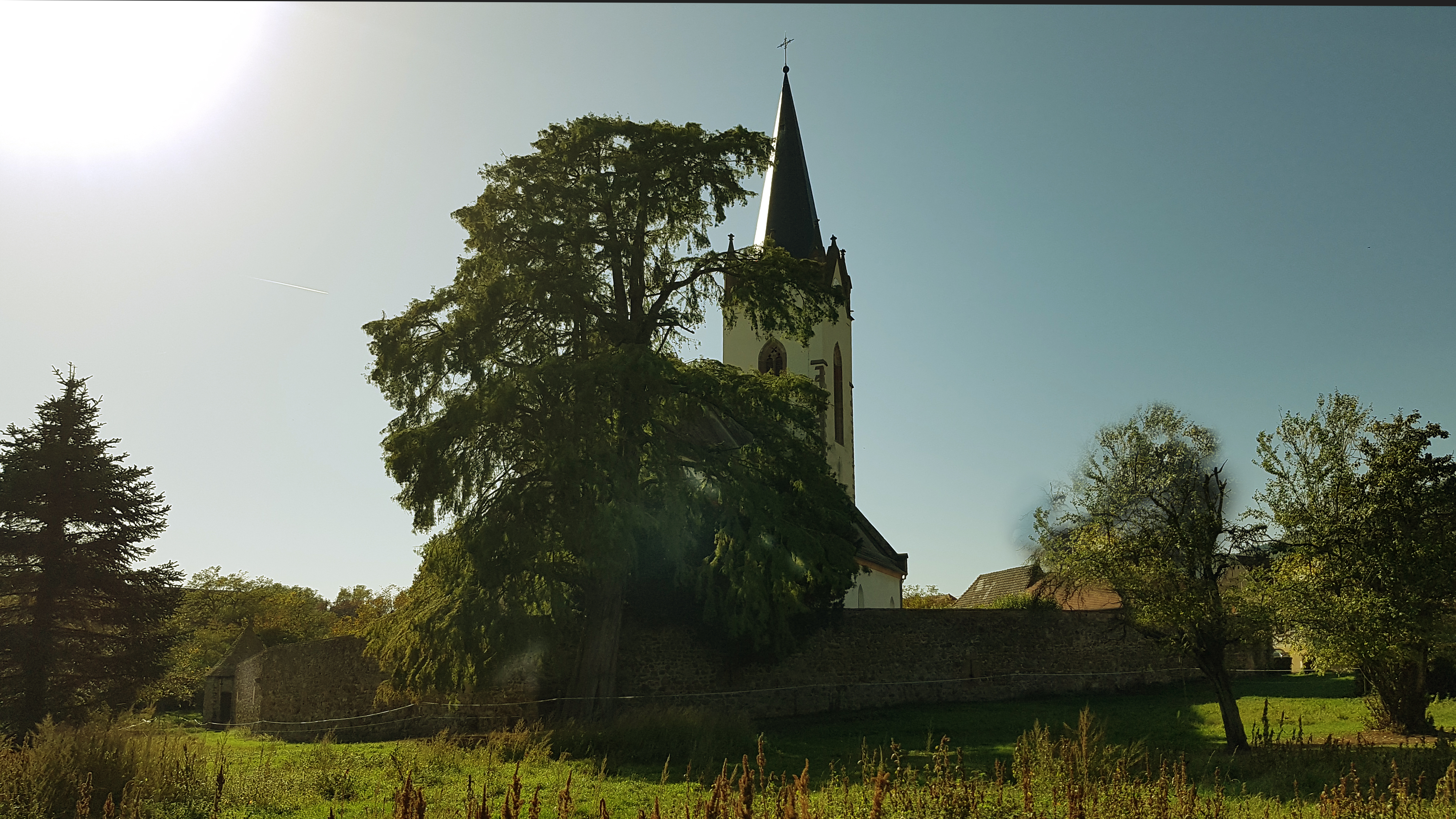
Grand cyprès chauve adossé contre le mur d'enceinte du cimetière fortifié. Il est âgé de 210 ans, mesure 4,12 mètres de circonférence et 22,50 mètres de hauteur.
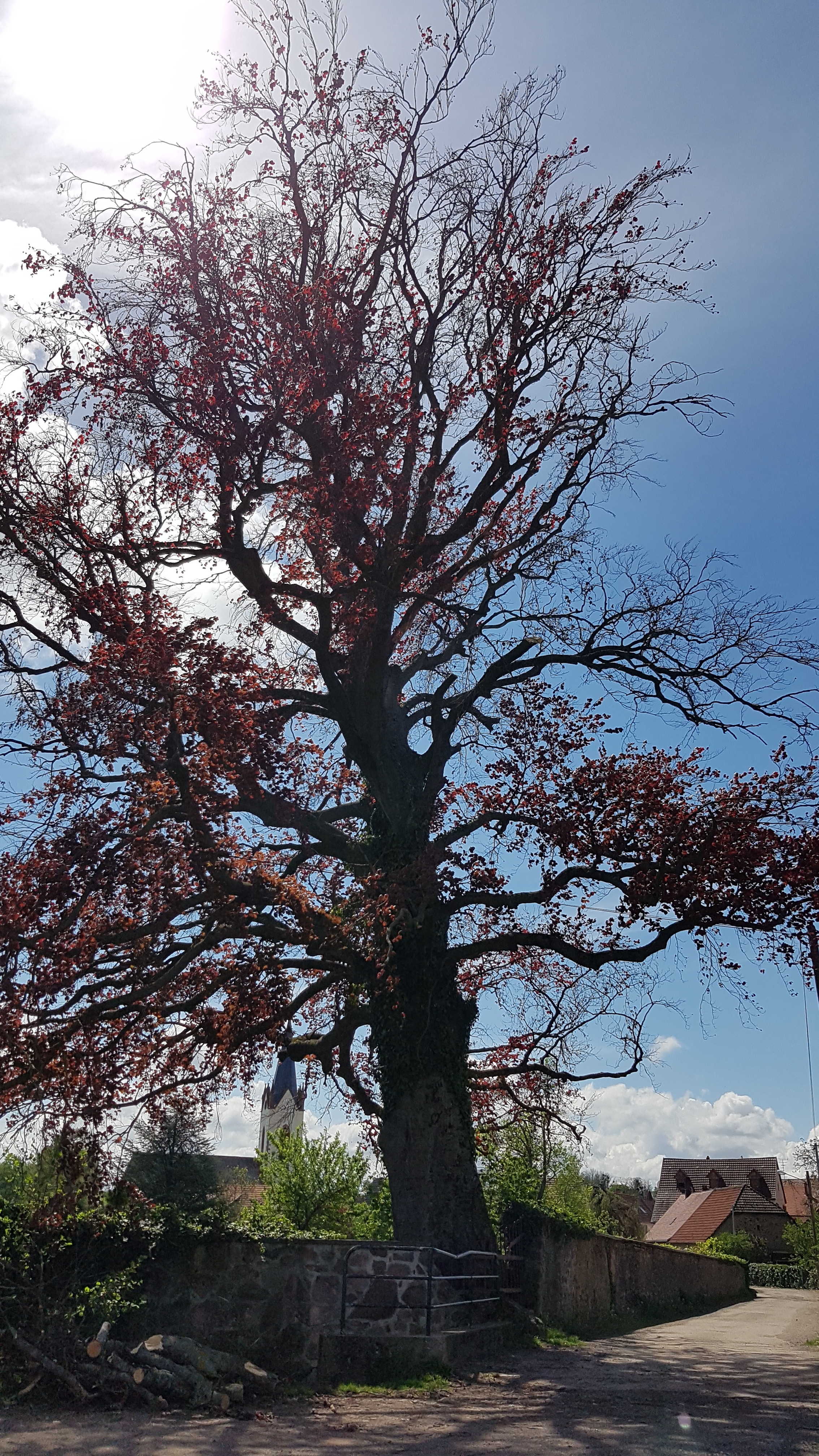
Hêtre pourpre situé à l'angle opposé du domaine. Il est âgé de 210 ans, mesure 4,10 mètres de circonférence.
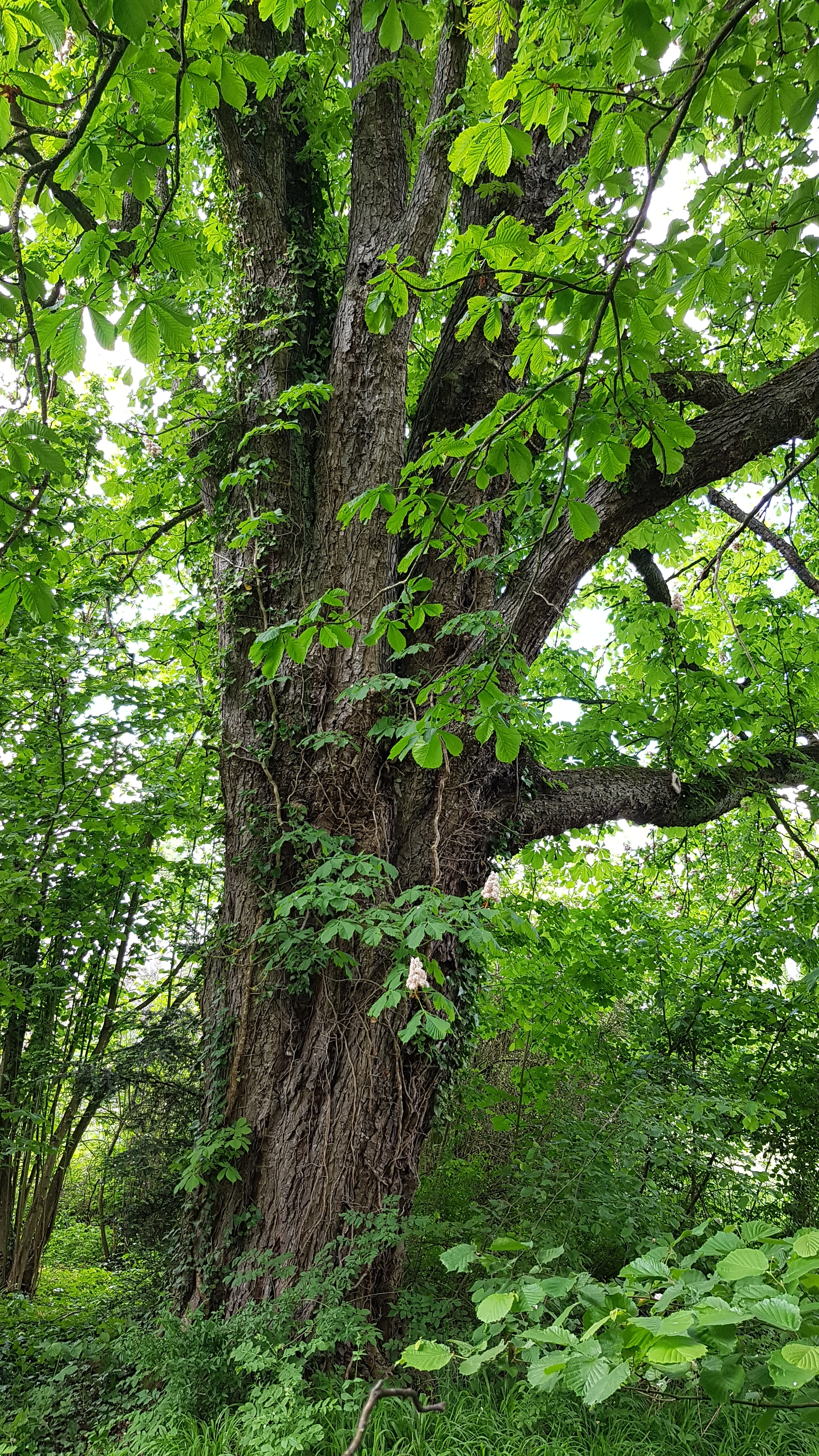
Marronnier à fleurs doubles, Aesculus hippocastanum f. beaumannii, nom scientifique donné en l'honneur  des Frères Baumann vers 1800.